# Fyfield (Oxfordshire)
Fyfield – wieś w Anglii, w hrabstwie Oxfordshire, w dystrykcie Vale of White Horse. Leży 12 km na południowy zachód od Oksfordu i 90 km na zachód od Londynu. W 2001 miejscowość liczyła 540 mieszkańców.